# Cabeza de una esfinge femenina

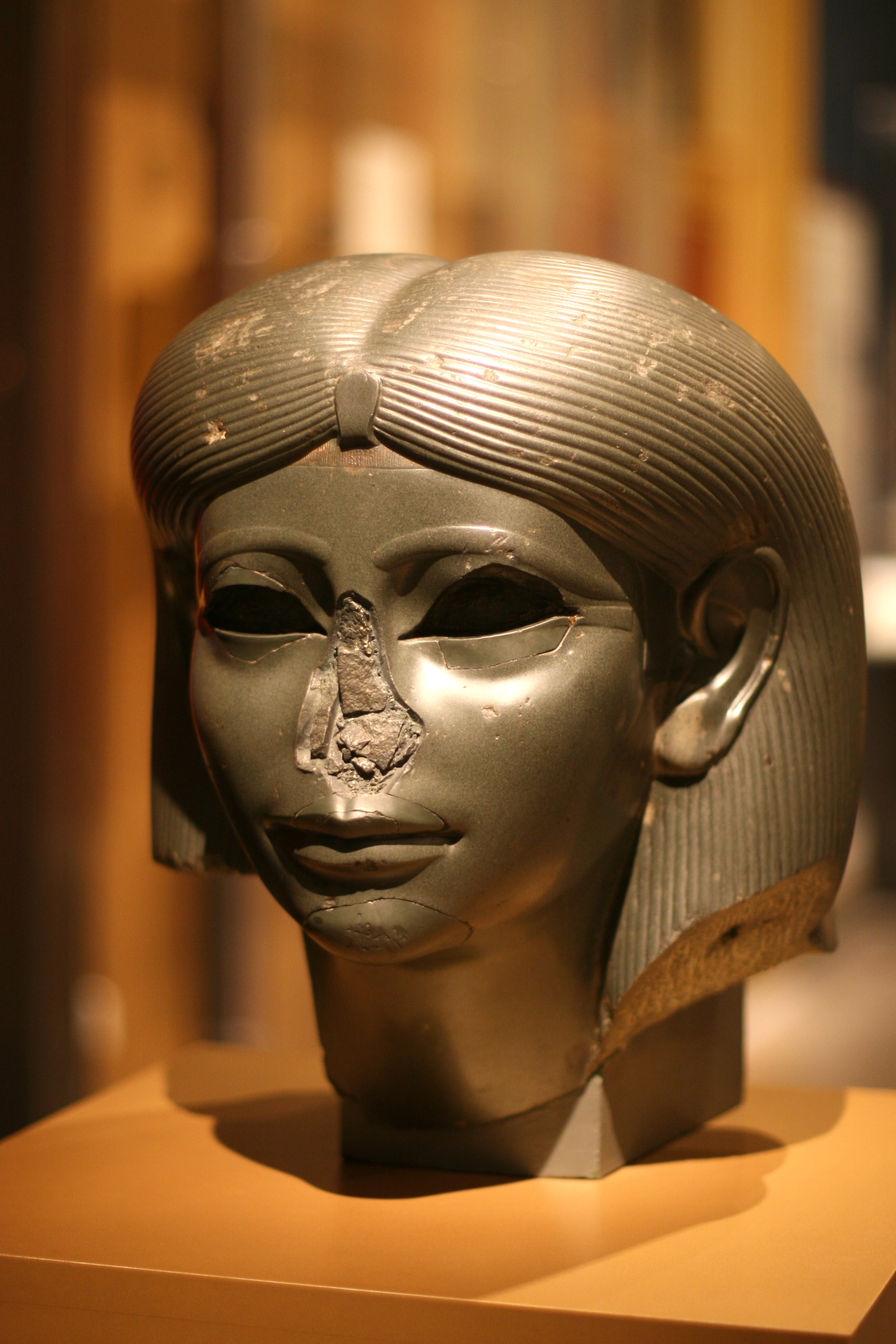
Cabeza de una esfinge femenina.

La cabeza de una esfinge femenina, que ahora se encuentra en el Museo de Brooklyn (número de inventario 56.85), es una de las obras de arte más destacadas del antiguo Egipto. Se desconoce su ubicación original, pero se cree que llegó a Roma en la antigüedad y puede haber estado ubicada en la Villa Adriana del emperador Adriano.
Tiene 38,9 cm de alto, 34,9 cm de ancho y 36,7 cm de profundidad, hecha de pizarra verde, suavemente pulida y que una vez fue parte de una esfinge acostada, como indica el cuello ligeramente inclinado, la base horizontal de los hombros y la masa de cabello debajo de la parte posterior de la cabeza. La cara mide 21 cm de altura y representa a una mujer joven. Usa una peluca partida al medio, colgando detrás de las orejas relativamente grandes a ambos lados de la cabeza. Hay una diadema con ureo debajo del tocado, que la identifica como de rango real. El cabello auténtico se ve en la frente. Las cejas están en relieve. La nariz está destruida hoy. En los ojos que alguna vez fueron incrustados, en la boca y en la barbilla, son visibles retoques que pueden ser antiguos y podrían indicar el aprecio por este trabajo en la antigüedad. El estilo de la cabeza remite al reinado de Amenemhat II (alrededor de 1914 a 1879/76 a. C.). La atribución a una persona específica se ve dificultada por "el estado fragmentario, las inscripciones faltantes y las referencias a su ubicación original". La persona representada probablemente sea Ita, una hija de Amenemhat II. Esto es sugerido por una esfinge encontrada en Siria, que lleva el nombre de la princesa Ita y "cuyas características faciales idénticas y detalles estilísticos dejan pocas dudas sobre la identidad con esta cabeza".
La cabeza fue descrita por primera vez por Johann Joachim Winckelmann, que la vio en la Villa Albani en Roma: 

"Es una de las cabezas femeninas de tamaño natural más antiguas, de basalto verdoso, en Villa Albani, que tiene los ojos huecos, las cejas se dibujan mediante una tira plana elevada, tan ancha como la uña del dedo meñique, y se extienden hasta las sienes donde están cortadas angularmente. Desde el hueso inferior del ojo hay una raya que termina cortada. Los egipcios no tenían conocimiento del perfil gentil de las cabezas griegas, pero la inserción de la nariz es de naturaleza común; el pómulo está fuertemente indicado y elevado; la barbilla siempre es pequeña y la cara ovalada es imperfecta."
Winckelmann

Poco después de esta descripción, la cabeza fue comprada por el pintor escocés Gavin Hamilton, que vivía en Roma en ese momento, quien poco después la vendió a William Petty, segundo conde de Shelburne por 30 libras. En 1930, Christie's la compró a una tal señora Simith Cundy (no es seguro leer el nombre en los registros de Christie's). No fue sino hasta 1955 que reapareció la cabeza. Durante este tiempo estaba en posesión de Peter Cecil Wilson y fue examinada en su casa por Bernard V. Bothmer, quien adquirió la cabeza para el Museo de Brooklyn en 1956. 